# 시라하마촌 (시즈오카현)
시라하마촌(일본어: 白浜村)은 일본 시즈오카현 가모군에 설치되었던 촌이다. 현재의 시모다시에 해당한다.